# Hesperomeles obtusifolia
Hesperomeles obtusifolia là loài thực vật có hoa trong họ Hoa hồng. Loài này được (Pers.) Lindl. mô tả khoa học đầu tiên năm 1837.